# 浩齐特王盖庙
浩齐特王盖庙，又名“浩齐特庙”，位于内蒙古自治区锡林郭勒盟西乌珠穆沁旗，是一座藏传佛教格鲁派寺院。

## 简介
“浩齐特”汉语意为“最古老的”。浩齐特庙建成于清朝康熙三十九年（1700年）。据说，该庙是由浩齐特左翼旗第三代王阿来松的长子特尔木台建立。鼎盛时期，该庙有一百余名喇嘛诵经。民国十七年（1928年），九世班禅曾来此庙访问。
该庙由大小不同的七个小庙组成，总占地面积3026.4平方米。
第二次国共内战时期，浩齐特王盖庙（西乌吉仁高勒）是浩齐特左旗民主政府和旗支会驻地。
文化大革命中，浩齐特王盖庙受到严重破坏，但该庙的大殿仍保留至今。大殿平面呈长方形，经堂与佛殿共设，没有都纲法式，没有耳房。
截至2008年，西乌珠穆沁旗政府批准的宗教活动场所共6处，包括东克尔庙、浩勒图庙、浩齐特王盖庙、乌兰哈拉嘎庙、彦吉嘎庙等5个佛教活动场所，以及清真寺1个伊斯兰教活动场所。这些宗教活动场所全部都设有民主管理委员会。